# Divco
 (janvier 2018).
Divco était une marque de camions de livraison construits et commercialisés aux États-Unis. Divco est un acronyme qui signifie Detroit Industrial Vehicle COmpany. Divco s'est fait connaître pour ses camions de livraison à arrêts multiples, particulièrement utilisés comme véhicules de livraison à domicile par les producteurs laitiers aux États-Unis de 1926 à 1986.

## Histoire
L'ingénieur en chef de Detroit Electric Vehicle Company, George Bacon, a suggéré l'utilisation d'un moteur à essence pour les véhicules de livraison afin d'améliorer leur autonomie et leur performance par temps froid. Ses patrons ayant refusé, Bacon quitta la compagnie et avec l'aide d'un groupe d'investisseurs, il créera la « Detroit Industrial Vehicle Company » en 1926.
Les premiers Divco « Model A » étaient des véhicules pratiques et carrés. Des coûts organisationnels élevés eurent comme conséquence une réorganisation en 1927. En 1928, un « modèle G » plus grand et plus conventionnel fut introduit, qui devint par la suite le « modèle S » fabriqué dans les années 1930. Pendant la grande dépression la compagnie a été rachetée par Continental Motors, qui a fourni la plupart des moteurs installés dans les camions Divco, puis la société a été acquise par Twin Coach, devenant ainsi « Divco-Twin ».
Un nouveau design a été introduit en 1937 avec un corps de fourgon entièrement en acier soudé et une capot avec nez retroussé, un modèle qui sera fabriqué avec presque aucun changement jusqu'à sa fin en 1986. Avec le nouveau « Modèle U », la société a construit une nouvelle usine de production en périphérie de Détroit.
Avec la plupart des camions Divco, le poste de commande permettait de rouler debout car l’accélérateur et les freins étaient montés sur la colonne de direction. Les premiers modèles n'étaient pas réfrigérés, et les denrées périssables, telles que les caisses de lait, étaient recouvertes de glace après avoir été chargées, ce qui eut comme conséquence de rendre les camions sujets à la corrosion par l'intérieur.
En 1957, Divco a fusionné avec Wayne Works basé à Richmond, Indiana pour former Divco-Wayne. Au cours de l'ère Divco-Wayne, certains camions Divco ont été modifiés avec des sièges et des fenêtres de Wayne Works pour en faire un autobus Divco Dividend. Très peu de ces véhicules ont été construits entre 1959 et 1961. Divco a été séparée de la compagnie en 1968 et la production a été déplacée de Détroit vers le Delaware en 1969. La production s'est terminée en 1986.

## Galerie

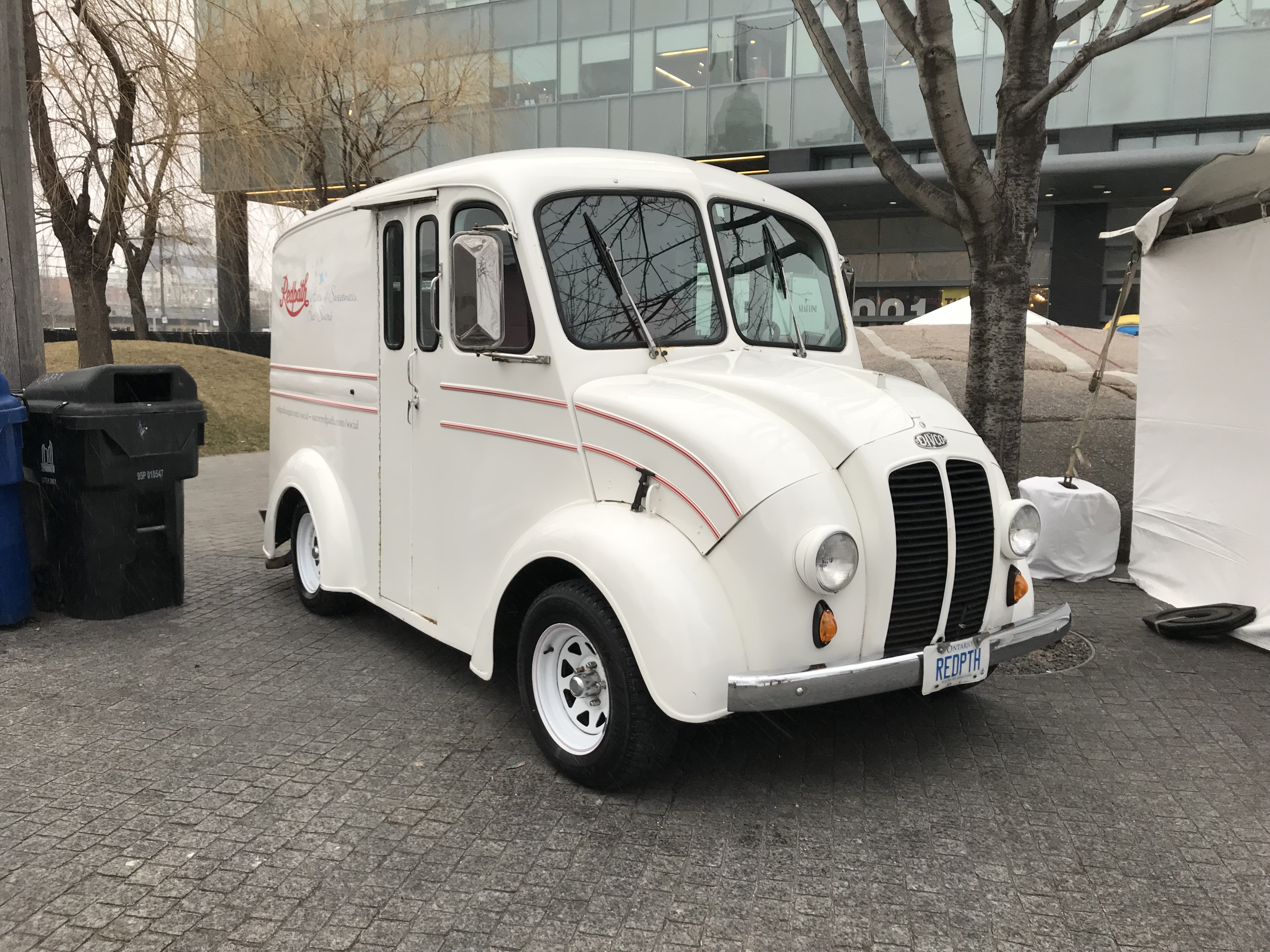
Divco de 1947, aménagé en camionnette de livraison de lait.
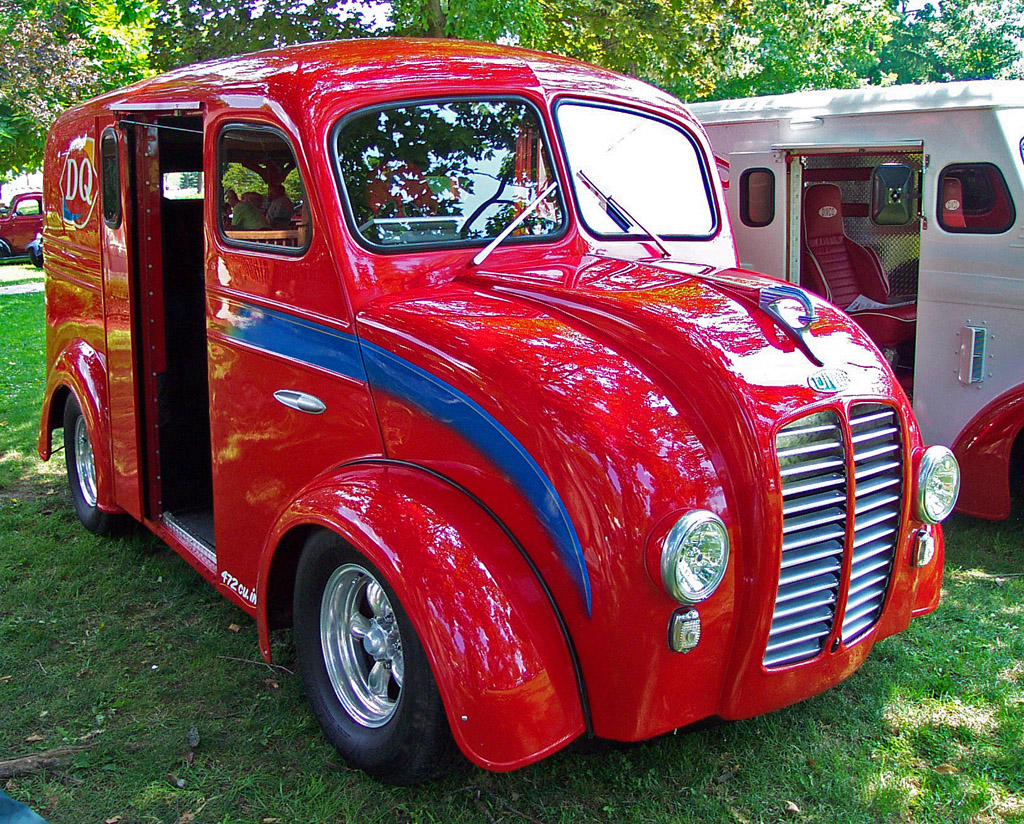
Personnalisation d'un Divco de 1947.
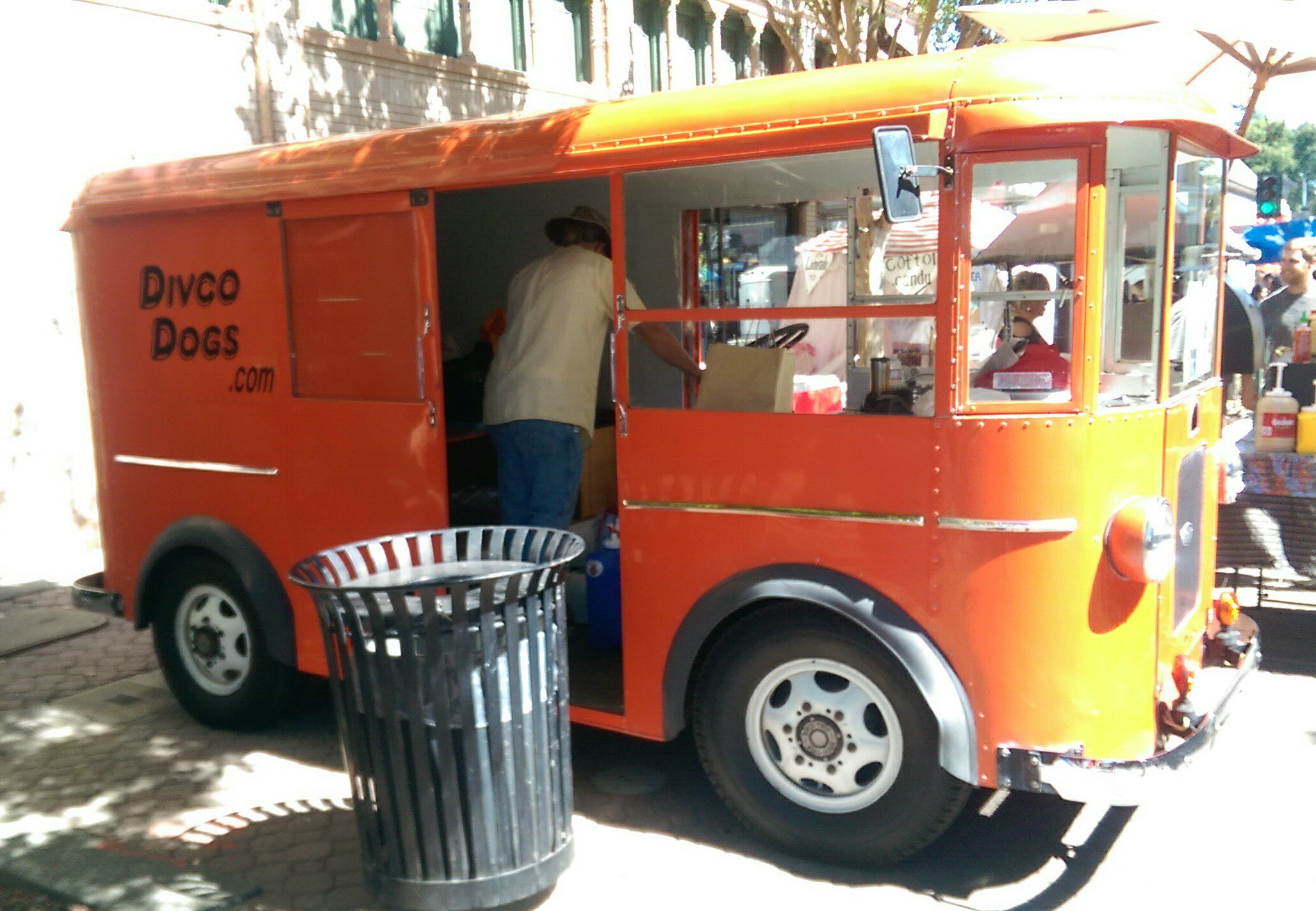
Divco de 1938, aménagé en restauration rapide à Napa (Californie).
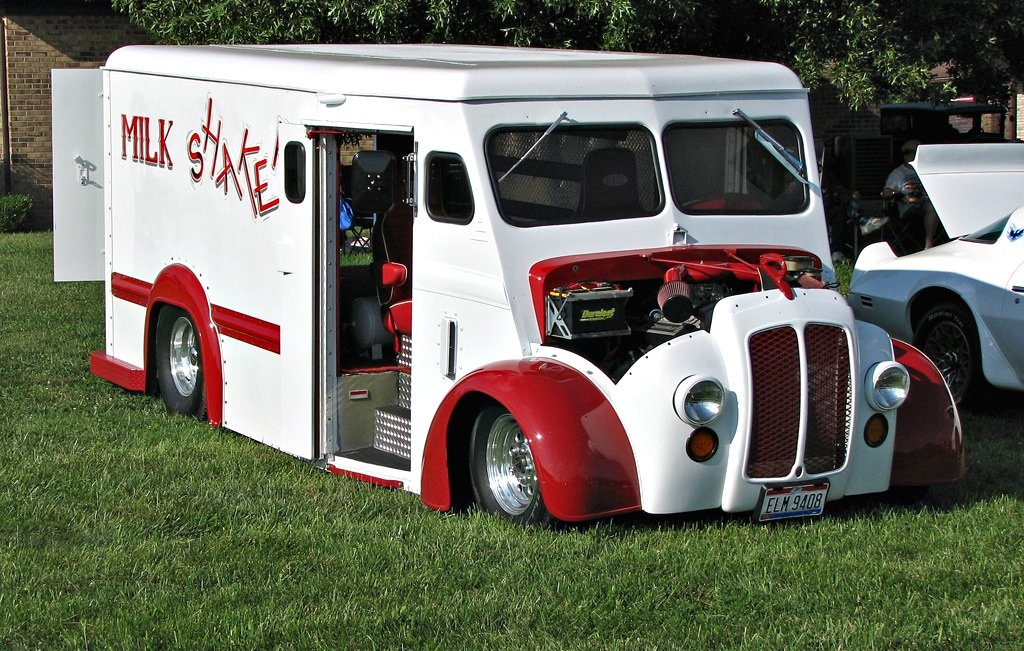
Vu en 2009 dans l'Ohio (États-Unis), Divco modifié avec un gros moteur Chevrolet.
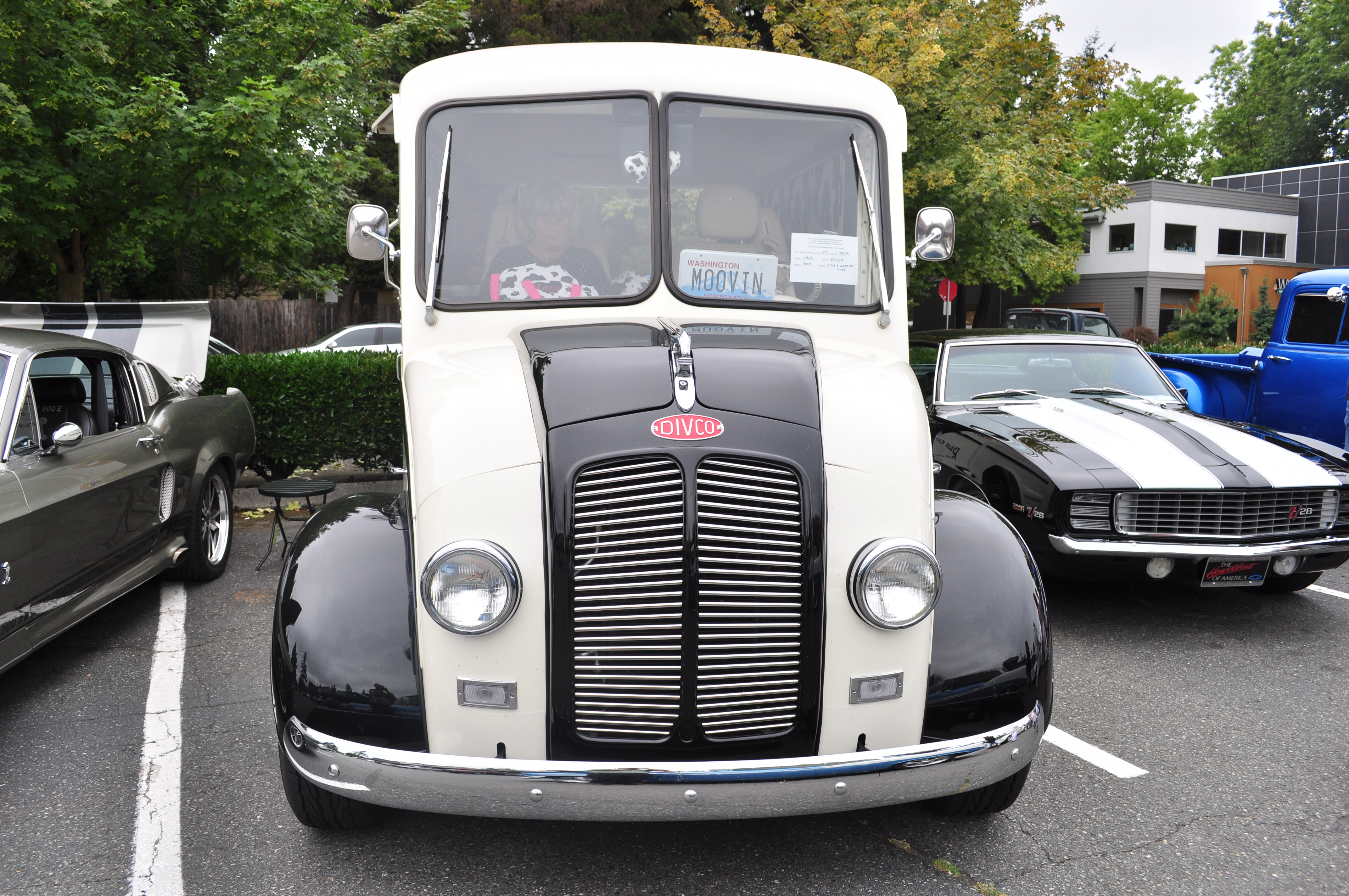
Divco de livraison de 1962, à la 9e réunion annuelle de Wedgwood, Seattle (États-Unis).
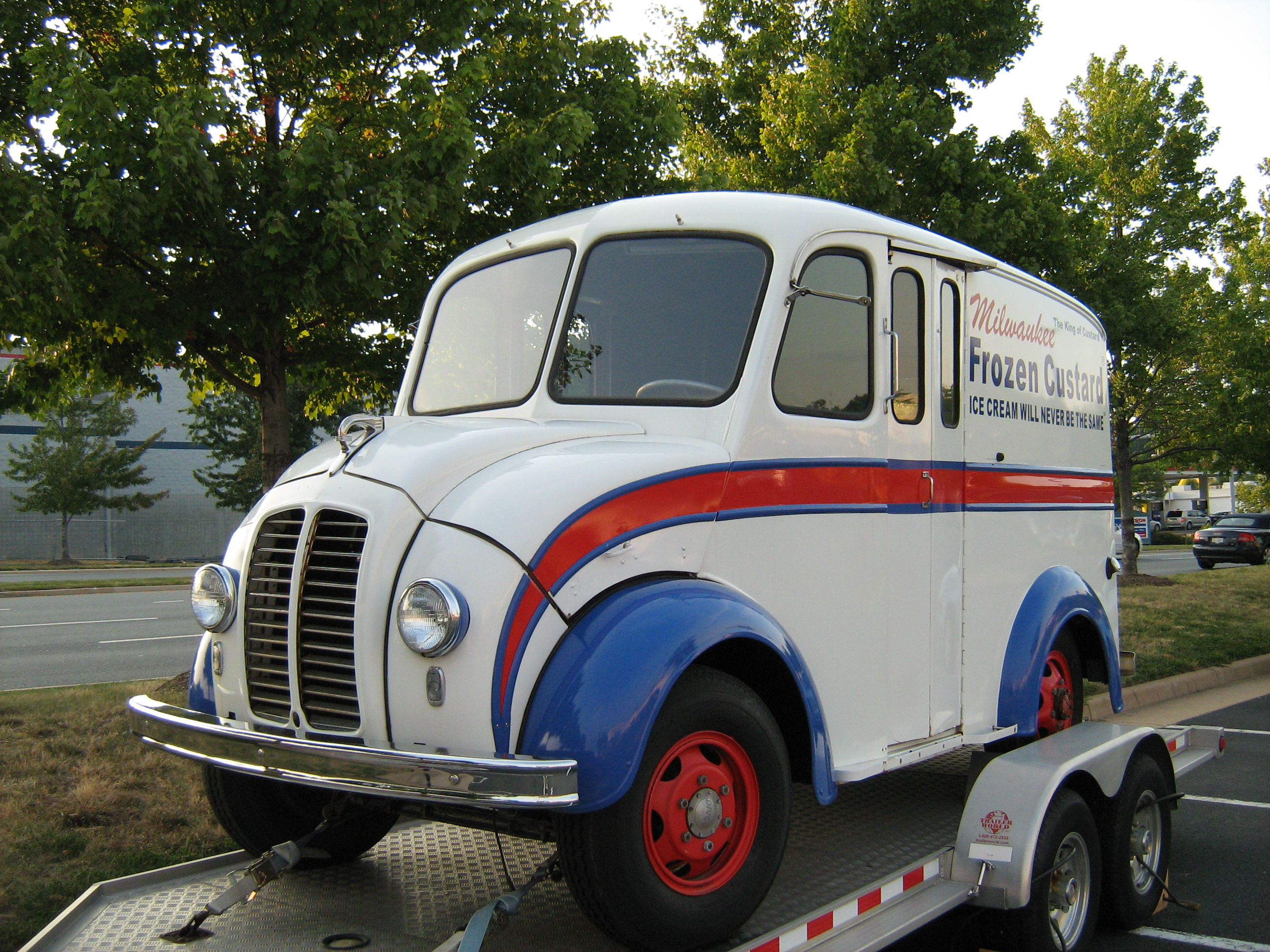
Divco véhicule de livraison.

## Source et références
- (en) Cet article est partiellement ou en totalité issu de la page de Wikipédia en anglais intitulée « Divco » (voir la liste des auteurs).

Références
1. 1 2  (en) « A Divco History », sur divco.org (consulté le 26 novembre 2020).
2. 1 2 3 4 5  (en) Cookie the Dog's Owner, « Divco Snub Nose Milk Trucks », sur carlustblog.com, 9 avril 2014 (version du 9 mars 2016 sur Internet Archive) (consulté le 26 novembre 2020).
3. 1 2  (en) Dave Caldwell, « Delivery Trucks That Do a Stand-Up Act », sur The New York Times, 26 novembre 2006 (consulté le 26 novembre 2020).